# STS-98
La STS-98 fue una misión del Transbordador espacial Atlantis el cual se acopló con, y entregó, el laboratorio espacial Destinity a la Estación Espacial Internacional. Todos los objetivos fueron realizados y el transbordador reingresó y aterrizó en la Base Edwards el 20 de febrero de 2001 sin complicaciones, después de 12 días en el espacio, de los cuales seis estuvieron acoplados a la EEI. Esta misión fue la más larga para el Transbordador Atlantis.

## Tripulación
- Kenneth Cockrell (4), Comandante
- Mark Polansky (1), Piloto
- Robert Curbeam (2), Especialista de misión
- Thomas Jones (4), Especialista de misión
- Marsha Ivins (5), Especialista de misión

 ( ) número de vuelos que han realizado incluyendo esta misión. 

## Parámetros de la misión
- Masa:
  - Al lanzamiento: 115 529 kg
  - Al aterrizaje: 90 225 kg
  - Carga: 14 515 kg
- Perigeo: 365 km
- Apogeo: 378 km
- Inclinación: 51.5°
- Período: 92 min

### Acoplamiento con la EEI
- Acoplamiento: 9 de febrero de 2001, 16:51:00 UTC
- Desacoplamiento: 16 de febrero de 2001, 14:05:50 UTC
- Tiempo acoplado: 6 días, 21 horas, 14 minutos, 50 segundos

### Paseos Espaciales
- Jones y Curbeam  - EVA 1
- Comienzo EVA 1: 10 de febrero de 2001 - 15:00 UTC
- Final EVA 1: 10 de febrero - 23:24 UTC
- Duración: 7 horas, 34 minutos

- Jones y Curbeam  - EVA 2
- Comienzo EVA 2: 12 de febrero de 2001 - 15:59 UTC
- Final EVA 2: 12 de febrero - 22:49 UTC
- Duración: 6 horas, 50 minutos

- Jones y Curbeam  - EVA 3
- Comienzo EVA 3: 14 de febrero de 2001 - 14:48 UTC
- Final EVA 3: 14 de febrero - 20:13 UTC
- Duración: 5 horas, 25 minutos

## Resumen de la misión

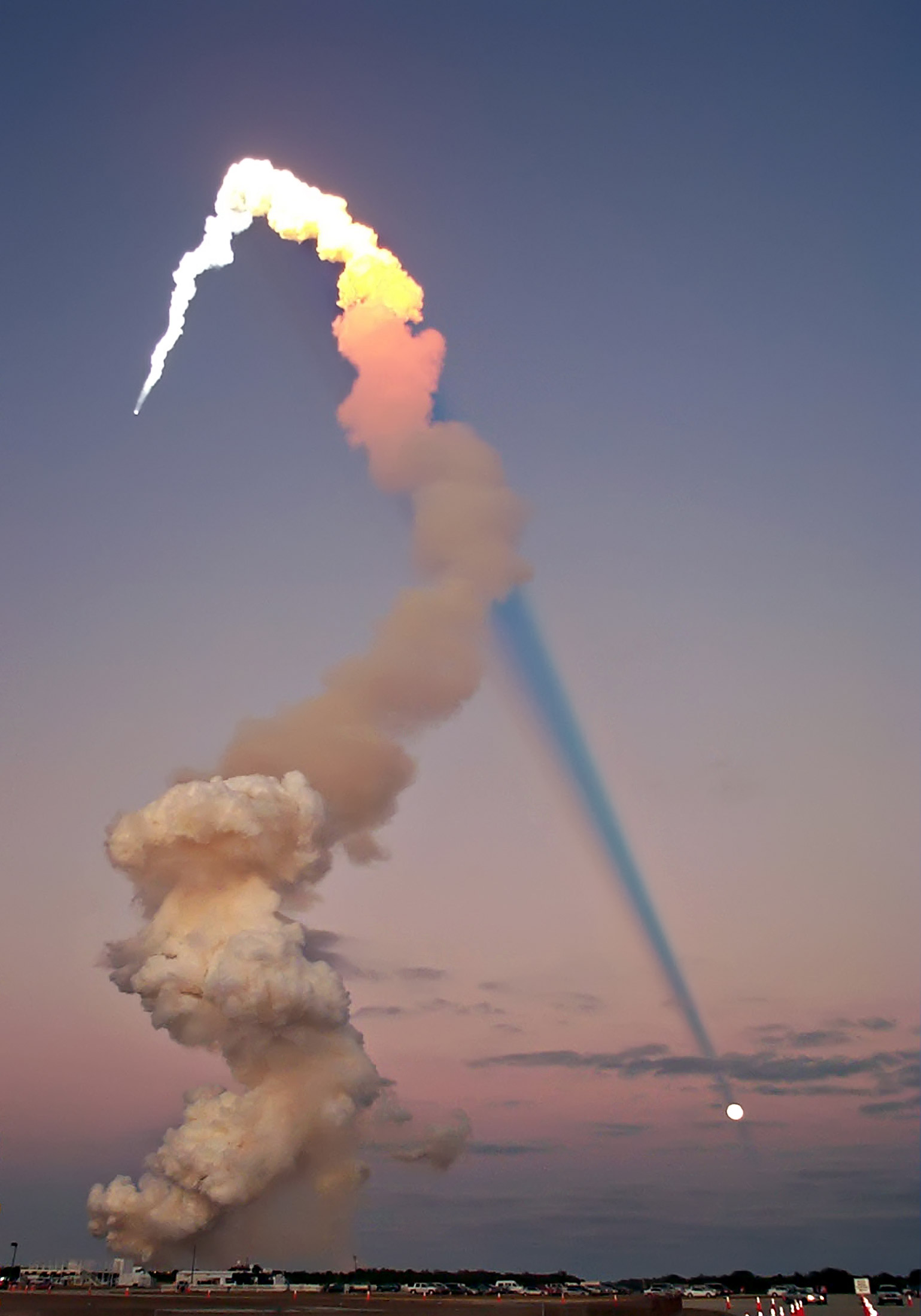
EL STS-98 después del lanzamiento.

La tripulación continuó con la tarea de construir y complementar a la Estación Espacial Internacional entregando el laboratorio espacial Destinity. El transbordador estuvo seis días acoplado a la EEI mientras el Destinity se instalaba y se realizaban tres EVAs para completar esta fase de construcción. La misión ocurrió mientras la Expedición 1 esta a bordo de la estación.